# 雷纳尔多·纳维亚
雷纳尔多·纳维亚（西班牙語：Reinaldo Navia，1978年5月10日—），智利男子足球运动员，司职前锋。他曾代表智利国奥队参加2000年夏季奥林匹克运动会足球比赛，获得一枚铜牌。